# إنريكي أورتيز (لاعب كرة قدم)
إنريكي أورتيز (بالإسبانية: Enrique Esteban Ortiz Carande)‏ هو لاعب كرة قدم أرجنتيني في مركز الدفاع، ولد في 16 يوليو 1979 في قرطبة في الأرجنتين. لعب مع انيستتوتو ونادي لين.